# La Corde
Pour les articles homonymes, voir La Corde (mini-série) et Corde.
Pour plus de détails, voir Fiche technique et Distribution.
La Corde (Rope) est un film américain d'Alfred Hitchcock, sorti en 1948.
Il s'agit du premier film tourné en couleurs par Alfred Hitchcock. Ce film, qui se déroule à huis clos, est notamment célèbre pour son utilisation du plan-séquence, avec des transitions qui donnent l'impression qu'il n'y en a qu'un.

## Synopsis

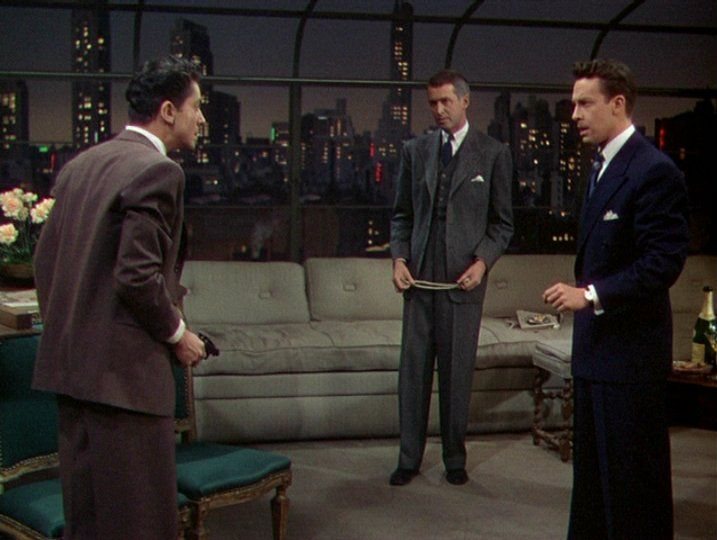
Farley Granger, James Stewart et John Dall.

Brandon Shaw et Philip Morgan sont deux étudiants. Dans leur appartement de New York, par un soir ordinaire, ils étranglent un de leurs camarades, David, avec un bout de corde. Ils ont accompli ce meurtre pour mettre en pratique la théorie nietzschéenne de leur professeur Rupert Cadell, qui reconnait aux êtres supérieurs le droit de tuer les êtres inférieurs. Puis, comble du cynisme, ils préparent un dîner auquel sont conviés le soir même, sur le lieu du crime, la famille de la victime, sa petite amie ainsi que Rupert Cadell. Ce dernier observe le comportement étrange des jeunes gens au cours de la soirée. Brandon est sûr de lui et persuadé que le crime restera impuni, alors que Philip est nerveux et apeuré par cette mise en scène macabre. Peu à peu, Cadell va commencer à soupçonner l'impensable.

## Fiche technique
Sauf indication contraire, les informations mentionnées dans cette section peuvent être confirmées par la base de données cinématographiques IMDb,  présente dans la section « Liens externes ».
- Titre original : Rope
- Titre français : La Corde
- Réalisation : Alfred Hitchcock
- Scénario : Arthur Laurents, Hume Cronyn et Ben Hecht (non crédité) d'après la pièce Rope de Patrick Hamilton ;
- Musique : David Buttolph d'après Francis Poulenc
- Décors : Perry Ferguson
- Photographie : Joseph Valentine et William V. Skall
- Montage : William H. Ziegler
- Maquillage: Perc Westmore, Edward Voight
- Production : Sidney Bernstein (non crédité) et Alfred Hitchcock
  - Direction de production : Fred Ahern
- Société de production : Transatlantic Pictures
- Société de distribution : Warner Bros.
- Budget : 1 500 000 $
- Pays e production :  États-Unis
- Langue originale : anglais
- Format : couleur (Technicolor) – 1,37:1 – 35 mm – mono (RCA Sound System)
- Genre : thriller
- Durée : 80 minutes
- Dates de sortie : 
  - Canada : 23 août 1948
  - États-Unis : 28 août 1948
  - France : 22 février 1950
  - Classification : interdit aux moins de 16 ans lors de sa sortie en salles[Où ?][2], puis reclassé tous publics[réf. nécessaire]
- Affiches : Bill Gold (États-Unis), Boris Grinsson, Roger Soubie, Jouineau Bourduge (France)

## Distribution
Sauf indication contraire, les informations mentionnées dans cette section peuvent être confirmées par la base de données cinématographiques IMDb,  présente dans la section « Liens externes ».

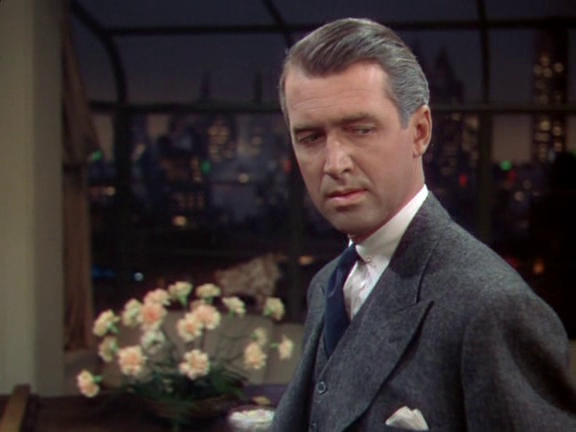
James Stewart

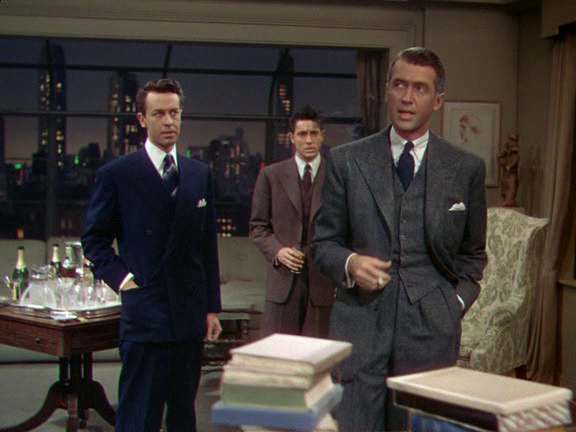
John Dall, Farley Granger et James Stewart.

- James Stewart (VF: Claude Peran) : Rupert Cadell (Robert en VF)
- John Dall (VF: Pierre Louis) : Brandon Shaw (Bernard en VF)
- Farley Granger : Philip Morgan
- Cedric Hardwicke (VF: Camille Guérini) : monsieur Kentley
- Constance Collier : (VF: Germaine Michel) : madame Atwater (Mme Walter en VF)
- Douglas Dick : (VF: Jacques Berthier) : Kenneth Lawrence (Gérard en VF)
- Edith Evanson : (VF: Mona Dol) : madame Wilson
- Dick Hogan : David Kentley
- Joan Chandler : Janet Walker
- Alfred Hitchcock : réalisateur qui apparaît au premier plan du film

## Commentaire
Le film est basé sur la pièce Rope's End de Patrick Hamilton, inspirée du meurtre commis en 1924 par Nathan Leopold et Richard Loeb. Il a pour particularité d'être filmé en huis clos dans un décor d'appartement bourgeois, en donnant l'impression d'un unique plan-séquence, ce qui accentue la proximité déjà marquée avec le type théâtral, le film étant tourné à la manière d'une pièce du genre. Hitchcock a utilisé la technique du ten minutes take (dix minutes étant la durée d'une bobine), les raccords entre les huit plans-séquences étant relativement discrets pour donner aux spectateurs l'illusion d'un unique plan-séquence pour tout le film, et se faisant grâce à des artifices comme le mouvement de l'acteur plaqué dos à la caméra et s'en éloignant ou par des coupes franches tout à fait classiques. Le paradoxe est que les coupes « masquées » sont extrêmement visibles et ont été largement commentées, alors que les coupes franches sont passées inaperçues et ne sont presque jamais relevées dans les commentaires sur le film (Hitchcock lui-même n’en parle jamais dans ses interviews). Comme le souhaitait Hitchcock, cette expérience prouve que le « découpage technique » reste secondaire pour le spectateur qui ne perçoit généralement pas cette particularité quand il voit le film pour la première fois, et a donc l'impression d'assister à une unique prise en continu. Le film comporte, dans son ensemble, onze plans.
Le film comporte des références à Crime et Châtiment, ainsi qu'à un film précédent de Hitchcock : Les Enchaînés avec Ingrid Bergman et Cary Grant.
Le réalisateur a expliqué qu'il n'y avait aucun moyen d'apparaître en caméo comme il le faisait régulièrement dans ses films, puisqu'il n'y a que neuf personnages qui ne quittent jamais l'appartement où se déroule l'action. La solution qu'Hitchcock a trouvé fut donc bien originale : en effet, à la 55e minute, on peut apercevoir à travers la fenêtre de l'appartement un néon rouge qui forme le logo de la marque « Reduco », en clin-d'œil au caméo qu'il avait fait pour le film Lifeboat et dans lequel il apparaissait dans un journal, sur une publicité pour l'amincissement. Il apparaît néanmoins à la fin du générique d'introduction, marchant sur le trottoir, un journal à la main, accompagné d'une dame.
Le film La Corde marque la première collaboration entre James Stewart et Alfred Hitchcock qui, par la suite, se retrouvèrent dans Fenêtre sur cour, L'Homme qui en savait trop et Sueurs froides/Vertigo.
Le film est cité dans The Celluloid Closet.

### Liste des plans du film
| Segment | Durée | Minutage | Début                                                    | Fin                                                            |
| ------- | ----- | -------- | -------------------------------------------------------- | -------------------------------------------------------------- |
| 1       | 02:30 | 00:00:00 | Début du film - générique                                | Plan sur les rideaux                                           |
| 2       | 09:34 | 00:02:30 | Coupe franche - Gros plan strangulation                  | Fondu sur le dos de Brandon                                    |
| 3       | 07:51 | 00:11:59 | Fondu depuis le dos de Brandon                           | Gros plan sur Kenneth : « Que voulez-vous dire ? »             |
| 4       | 07:18 | 00:19:45 | Coupe franche, les hommes se tournent vers Janet         | Fondu sur le dos de Kenneth                                    |
| 5       | 07:08 | 00:27:15 | Fondu depuis le dos de Kenneth                           | Gros plan sur Phillip : « C'est un mensonge. »                 |
| 6       | 09:57 | 00:34:34 | Coupe franche - Gros plan sur Rupert                     | Fondu sur le dos de Brandon                                    |
| 7       | 07:33 | 00:44:21 | Fondu depuis le dos de Brandon                           | Plan sur Phillip, Rupert et Brandon                            |
| 8       | 07:46 | 00:51:56 | Coupe franche - Mrs. Wilson : « Excusez-moi, Monsieur. » | Fondu sur Brandon                                              |
| 9       | 10:06 | 00:59:44 | Fondu depuis le dos de Brandon                           | Gros plan sur la main de Brandon tenant une arme dans sa poche |
| 10      | 04:37 | 01:09:51 | Coupe franche - Gros plan sur Rupert                     | Fondu sur le couvercle du coffre                               |
| 11      | 05:38 | 01:14:35 | Fondu depuis le couvercle du coffre                      | Fin du film                                                    |

## Analyse
Le film met en scène, dans le personnage de Brandon, une incarnation du cynisme absolu, pour lequel la vie humaine n’a aucune valeur face à la jouissance personnelle du danger et face au désir de mettre en pratique des théories spéculatives et provocatrices sur le meurtre.
De plus, le film se construit sur le contraste atroce de la soirée festive où les parents et la fiancée de la victime festoient sur le cadavre de cette dernière. L'impression est très puissante, et l'enjeu est de savoir si le cadavre sera découvert ou non. Mais l'effet sur le spectateur est troublant : malgré l’horreur de la situation, on aurait presque envie que le cadavre ne soit pas découvert.
Au-delà de l'anecdote, on reconnaît les théories complémentaires de l'« Übermensch » (en français « surhomme ») introduite par Friedrich Nietzsche et de l'« Untermensch » (en français « sous-homme »), termes introduits par l'idéologie nazie. Dans le film, l'« Übermensch » est campé par Brandon Shaw l'assassin cynique de David décrété « Untermensch » par le premier. Rupert Cadell, malgré une condamnation sans ambiguïté du meurtre, a joué le rôle de théoricien racialiste à l'influence néfaste. À noter que le personnage de monsieur Kentley interprète mal la théorie de Nietzsche en la présentant telle qu'elle a été détournée par les nazis, puisque le philosophe allemand voyait en réalité dans le Surhomme ce vers quoi chacun peut tendre[réf. nécessaire], et ne distinguait pas par là entre hommes inférieurs et supérieurs par nature.

## Galerie

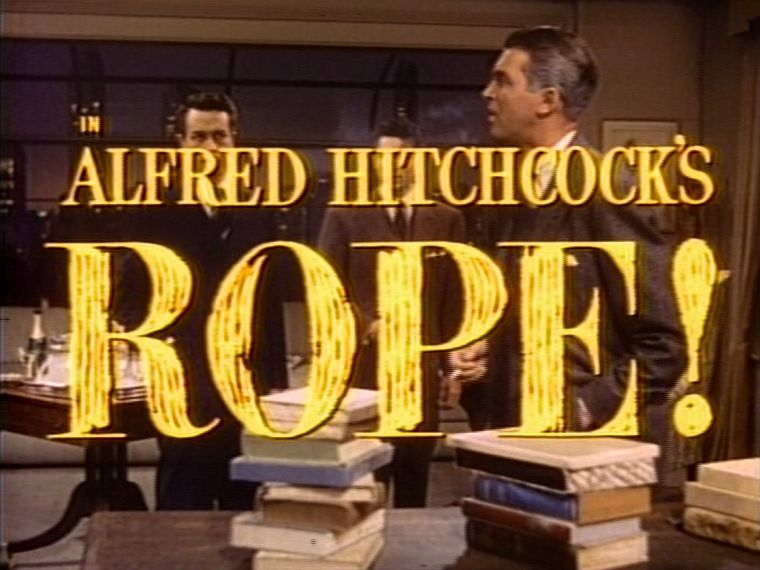
Générique de début
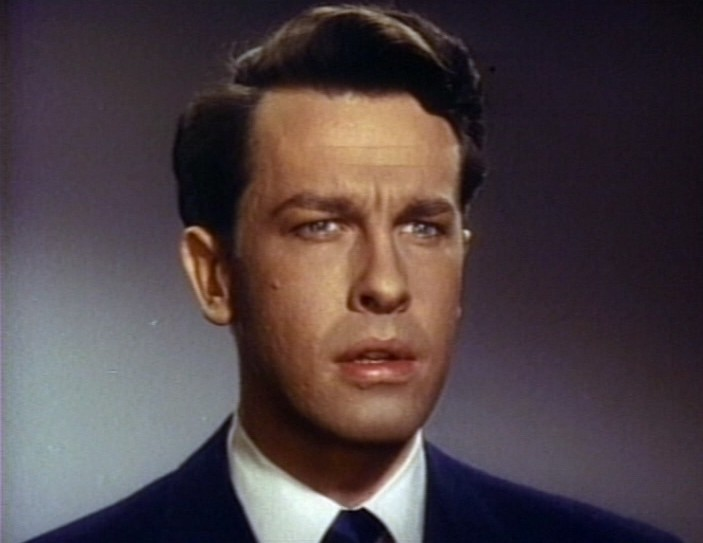
John Dall
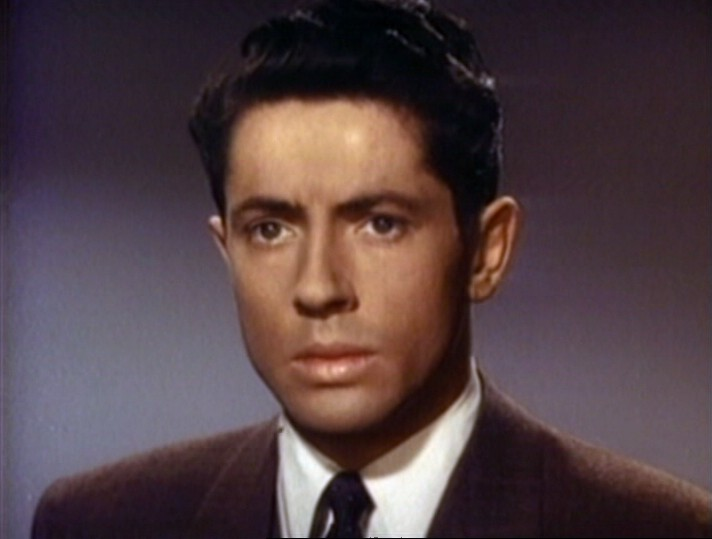
Farley Granger
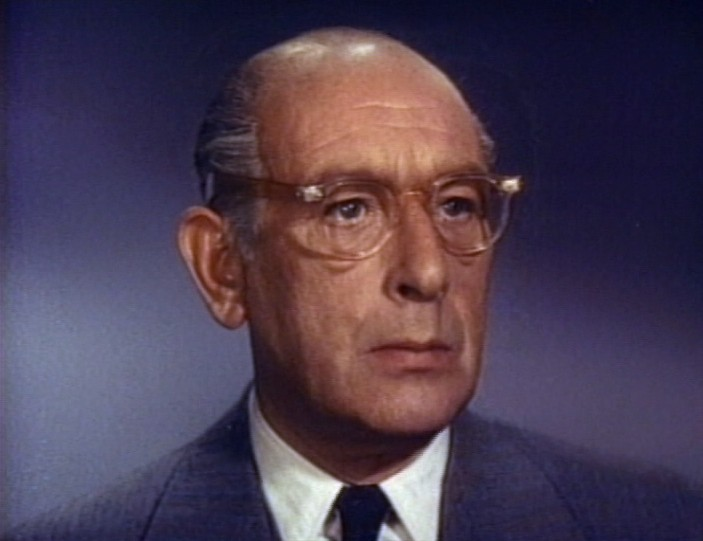
Cedric Hardwicke
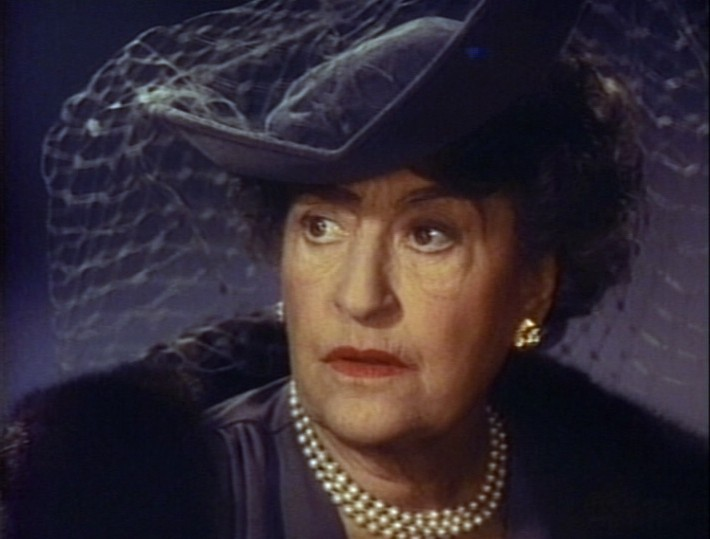
Constance Collier
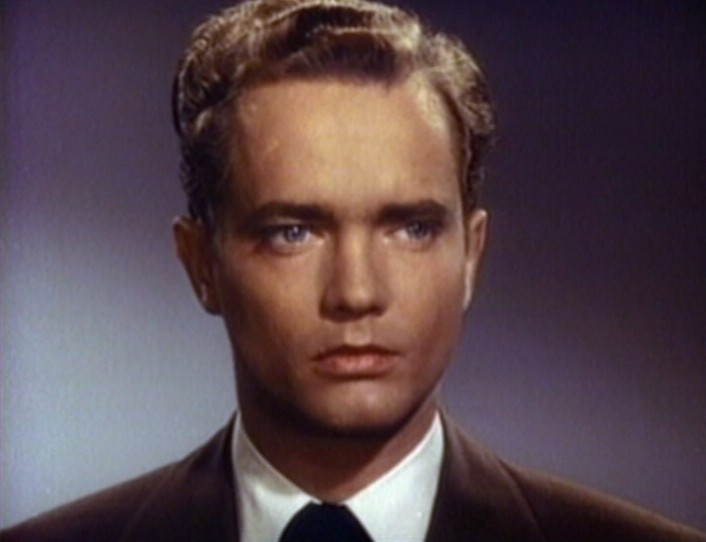
Douglas Dick
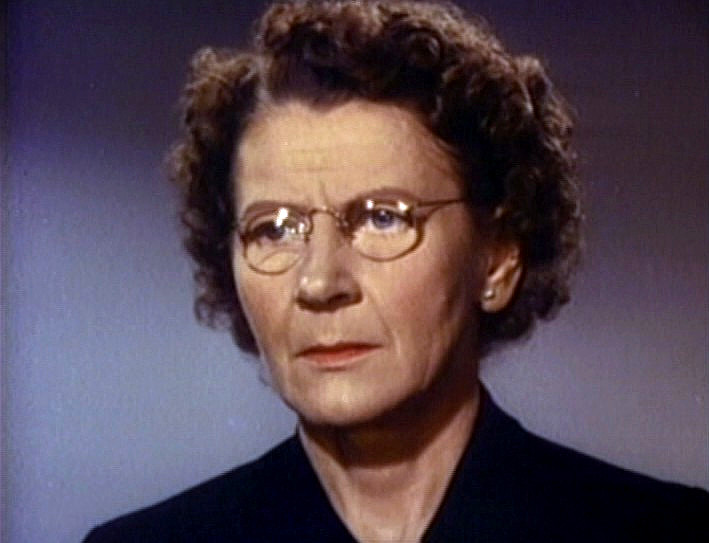
Edith Evanson
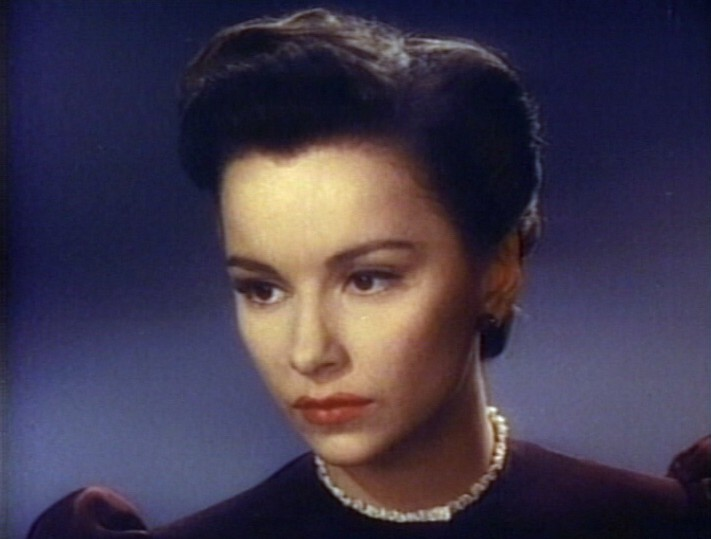
Joan Chandler
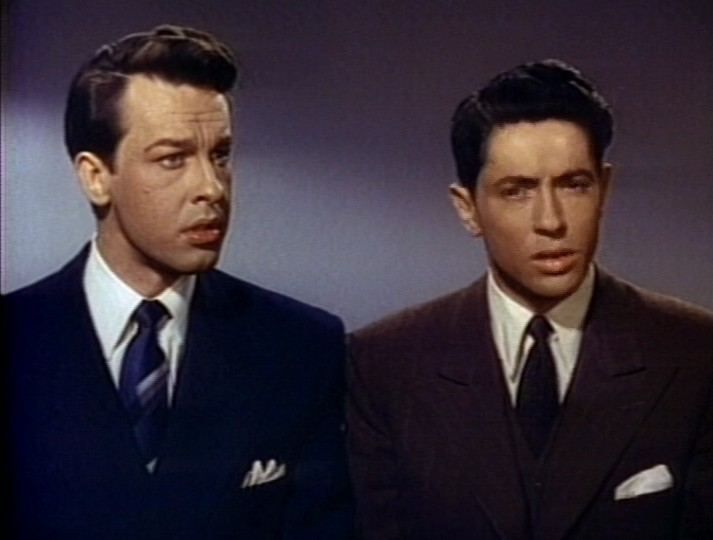
John Dall et Farley Granger
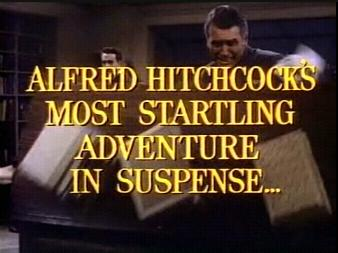
Bande-annonce